# مطثية آكلة للزيلان
مطثية آكلة للزيلان[بحاجة لمصدر] (الاسم العلمي: Clostridium xylanovorans) هي نوع من البكتيريا يتبع جنس المطثية من الفصيلة المطثاوية.

## روابط خارجية
- ITIS - Catalogo delle specie